# Altötting
Altötting (in bavarese Oidäding) è una città della Baviera in Germania. È il capoluogo del circondario di Altötting.

## Storia

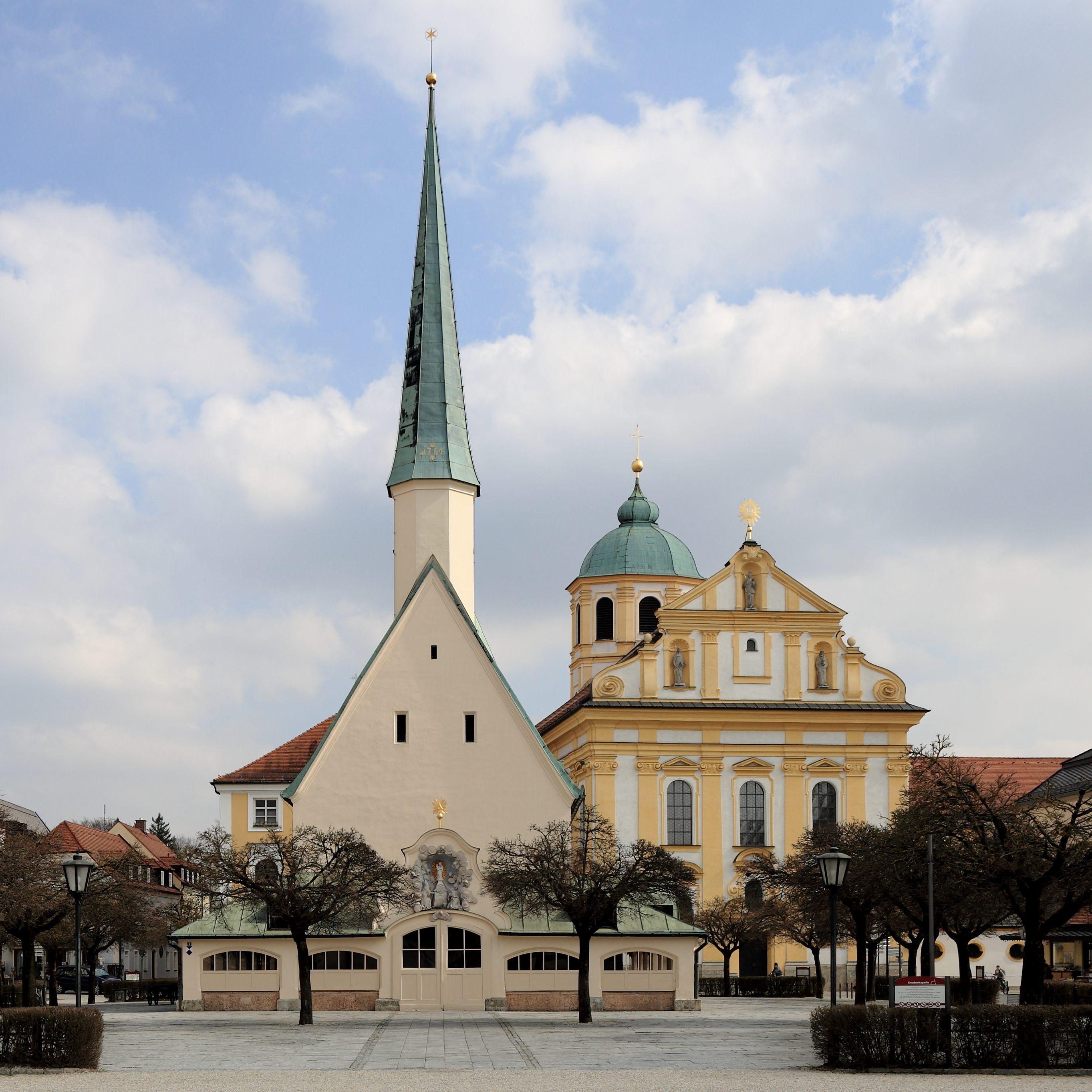
La Cappella delle Grazie.

Come parte del Ducato palatino, Altötting fu donata dal Duca Tassilo III di Baviera alla diocesi di Salisburgo nel 748 o nel 754. Al termine della prima fase di governo della Baviera unita, all'arrivo dei Carolingi nel 788 la città divenne protettorato reale. Documenti dell'Imperatore Ludovico il Pio già riportano l'esistenza di una cappella di ragione reale dedicata alla Madonna.
La costruzione è ancora oggi esistente e viene denominata appunto Gnadenkapelle (Cappella delle Grazie) e risulta essere una delle poche chiese in stile carolingio rimaste intatte in Germania; essa accoglie ancora oggi molti dei cuori dei membri della famiglia Wittelsbach, che governò la Baviera per molto tempo nel corso della sua storia.
Il Re Carlo, donò inoltre tra l'876 e l'877 ad Altötting un monastero, al quale annesse la cappella e l'attuale chiesa parrocchiale dei Santi Filippo e Giacomo, originariamente dedicata ai santi Massimiliano e Felicita.
Nel 1180 la città passò ai Wittelsbach assieme al Ducato di Baviera. Fu probabilmente quindi la famiglia regnante bavarese a dare inizio alla tradizione religiosa della zona, che dal 1231 si garantì la presenza di un Prevosto nominato dall'Arcivescovo di Salisburgo, riservando al regnante il diritto di proporre un candidato ad ogni nuova elezione. Nel 1228 iniziarono i lavori per la costruzione della nuova chiesa parrocchiale che vennero terminati nel 1245, quando la chiesa venne nominata Basilica Romana, posta sotto la gestione dei monaci agostiniani che qui avevano trovato sede. Nel 1382 il numero dei canonici presenti al servizio della prepositurale venne ridotto da 12 a 8 e negli anni successivi venne rinnovato lo statuto che unì al Prevostato di Altötting anche le parrocchie di Kastl e Unterneukirchen sotto la giurisdizione del Prevosto locale. A queste si aggiunsero anche le chiese dei castelli di Perach e Eggenfelden (1401) e le chiese parrocchiali di Alzgern, Hirschhorn (1401), Oberaichbach (1424) e Rogglfing.  Nel 1491 il Papa consentì anche al Prevosto di Altötting di celebrare nella Cattedrale di Salisburgo.
Secondo la tradizione nella Cappella delle Grazie si verificarono eventi miracolosi, e Altötting divenne una notevole meta di pellegrinaggio e tale viene definito sin dal 1499, quando iniziarono i lavori per la costruzione di una nuova chiesa parrocchiale, più grande, per ospitare il sempre crescente numero di pellegrini, lavori che si conclusero nel 1510. Nel 1571 il Prevosto fondò le prime scuole del paese e organizzò nuove occasioni di studio, facendo divenire Altötting un centro culturale non indifferente, soprattutto per lo studio della lingua latina.
Il luogo divenne sede di numerosi ordini che continuarono l'operato dei monaci agostiniani che abbandonarono la sede nel 1591, venendo sostituiti dai Gesuiti, che vi rimasero sino alla soppressione dell'ordine nel 1773. Continuarono poi l'opera i Francescani (1773-1803), i Cappuccini (1803-1844) i Redentoristi (1844-1873) e nuovamente i Cappuccini dal 1873.
L'attuale basilica di Sant'Anna venne progettata in stile neobarocco dall'architetto Johann Baptist Schott e la sua costruzione venne finanziata con una raccolta di offerte condotta in tutta la Baviera. In due anni e mezzo la costruzione fu completata e la basilica venne consacrata il 13 ottobre 1912 dal vescovo di Passau.
I conflitti militari tra Baviera, Austria e Salisburgo pesarono profondamente sulle sorti della città e la successiva storia di Altötting seguì il corso di quella della Germania meridionale.

## Monumenti
- Gnadenkapelle
- Basilica di Sant'Anna. Nel tesoro della Basilica è contenuto l'Ex voto di Carlo VI.
- Chiesa parrocchiale dei santi Filippo e Giacomo
- Convento dei cappuccini
- Chiesa di Santa Maddalena
- Convento di San Giuseppe
- Hotel Zur Post (Alla posta)

## Elenco dei Prevosti di Altötting (1231-?)
- Martin Eisengrein (reggente nel 1571)
- Franz Wilhelm von Wartenberg (1604-1625)
- Clemente Augusto di Baviera (1715-1722)
- Maurizio Adolfo Carlo di Sassonia-Zeitz-Neustadt (1722-1732)
- Giovanni Teodoro di Baviera (1759-1763)